# Beverly Hills Cop II
Beverly Hills Cop II (bra: Um Tira da Pesada 2; prt: O Caça-Polícias II ou O Caça-Polícias Parte II) é um filme estadunidense de 1987, dos gêneros ação, policial e comédia, dirigido por Tony Scott e estrelado por Eddie Murphy, que regressa no papel do detetive de polícia Axel Foley, junto com John Ashton, Ronny Cox e Judge Reinhold que também reprisam seus papéis do primeiro filme. Nesta sequência do sucesso de 1984, Beverly Hills Cop, Axel volta a Beverly Hills e se reúne novamente com os amigos, o Det. Billy Rosewood e o Sgt. John Taggart, para investigar uma série de tiroteios e assalto a bancos, depois que o Tenente Andrew Bogomil é vítima de um atentado.
Apesar de ganhar menos dinheiro que o primeiro filme e receber críticas mistas, o filme ainda foi um sucesso de bilheteria, arrecadando US$ 276,6 milhões de dólares. Além do sucesso de bilheteria, o filme foi indicado ao Oscar e ao Globo de Ouro de Melhor Canção Original por "Shakedown", de Bob Seger.

## Sinopse
O detetive do departamento de polícia de Detroit, Axel Foley está investigando um esquema de falsificação de cartões de crédito e interrompe essa missão ao saber através do noticiário que Andrew Bogomil, um detetive que atua em Beverly Hills, foi baleado e está no hospital. Assim Axel vai para lá, pois ambos já tinham trabalhado juntos em um caso. Lá ele reencontra a filha de Andrew, Jan, e os detetives Billy Rosewood e John Taggart, que eram subordinados de Andrew. Novamente Axel investiga com John e Billy uma onda de assaltos bem planejados, que está sendo conhecida como "crimes do alfabeto".

## Elenco
- Eddie Murphy - Detetive Axel Foley
- Judge Reinhold - Billy Rosewood
- Jürgen Prochnow - Maxwell Dent
- Ronny Cox - Andrew Bogomil
- John Ashton - John Taggart
- Brigitte Nielsen - Karla Fry
- Allen Garfield - Harold Lutz
- Dean Stockwell - Chip Cain
- Gil Hill - Inspetor Todd
- Gilbert Gottfried - Sidney Bernstein
- Paul Reiser - Jeffrey Friedman
- Paul Guilfoyle - Nikos Thomopolis
- Robert Ridgely - Prefeito Ted Egan
- Alice Adair - Jan Bogomil
- Glenn Withrow - Willie
- Tom Bower - Russ Fielding
- Hugh Hefner - Ele mesmo
- Chris Rock - Manobrista da Mansão Playboy
- Robert Pastorelli - Vinnie
- Tommy 'Tiny' Lister - Orvis
- John Hostetter - Stiles

## Produção
A Paramount Pictures planejava fazer uma série de televisão baseada no primeiro filme, porém  Murphy recusou a ideia, apesar de estar disposto a fazer uma continuação do filme. Os produtores Simpson e Bruckheimer contrataram Tony Scott para dirigir a continuação, devido ao sucesso do filme Top Gun, de 1986. O filme foi originalmente ambientado e filmado em Londres e Paris, no entanto, o roteiro foi reescrito depois que Murphy expressou relutância em filmar fora dos Estados Unidos.

## Prêmios e indicações
Indicações
- Oscar (1988)
  - Melhor Canção Original para "Shakedown"[carece de fontes?]

- Prêmio Globo de Ouro
  - Melhor Canção Original para "Shakedown"[carece de fontes?]

Prêmios
- Prêmio de Música de Cinema e Televisão da ASCAP[carece de fontes?]
  - A Canção Mais Realizada do Motion Pictures para a música "Shakedown"[carece de fontes?]

- Framboesa de Ouro
  - Pior Canção Original para George Michael por "I Want Your Sex"[carece de fontes?]

- Prêmios do Nickelodeon Kids' Choice Awards
  - Filme favorito[carece de fontes?]
  - Ator de filme favorito de Eddie Murphy[carece de fontes?]

## Recepção da crítica
O filme recebeu críticas mistas. No Rotten Tomatoes, o filme tem uma classificação de 46% "podre", com base em 26 avaliações, com uma classificação média de 4,9 / 10. O consenso crítico do site diz: "Eddie Murphy continua apelando como o astuto Axel Foley, mas Beverly Hills Cop II não o leva - ou ao espectador - a qualquer lugar novo o suficiente para justificar uma sequência".
No Metacritic, o filme tem uma pontuação de 48 de 100, baseado em 11 críticos, indicando "revisões mistas ou médias".
Em entrevista à revista Rolling Stone, Eddie Murphy declarou: Beverly Hills Cop II foi provavelmente a ideia  medíocre mais bem sucedida da história. "Fez $ 250 milhões em todo o mundo, e foi um filme meio-idiota. Cop II foi basicamente uma repetição de Cop I, mas não foi tão espontâneo e engraçado."